# Kwestionariusz osobowości
Kwestionariusz osobowości – rodzaj bardzo popularnego w psychologii testu psychologicznego.
Jest stosowany w obszarach:
- psychologii osobowości, emocji i motywacji,
- psychologii różnic indywidualnych,
- psychologii społecznej,

głównie przez psychologów prowadzących badania naukowe lub diagnostyczne.
Kwestionariusz osobowości, tak jak każdy test psychologiczny, musi być budowany, a jego wyniki interpretowane, tylko w kontekście empirycznie sprawdzonej teorii osobowości.